# هنري بلومفيلد
هنري بلومفيلد (بالإنجليزية: Henry Bloomfield)‏ هو لاعب اتحاد الرغبي أمريكي، ولد في 4 يناير 1973 في لوس أنجلوس في الولايات المتحدة.